# Battus philenor
Battus philenor (лат.) — вид дневных бабочек рода Battus из семейства Парусники. Обитает в Северной Америке, где известен под местным названием «синий ласточкин хвост» (англ. pipevine swallowtail, blue swallowtail). Крупная бабочка преимущественно чёрной окраски с радужно-голубыми задними крыльями. Размах крыльев достигает 13 см. Бабочки обитают в хорошо освещённых и хорошо прогреваемых различных биотопах, где произрастают кормовые растения гусениц. Гусеницы питаются растениями рода Кирказон (Aristolochia). Для защиты от хищников они способны накапливать в своих телах токсичную аристолохиевую кислоту из растений, которыми питаются. Однако некоторые виды Aristolochia, преимущественно тропические виды, токсичны и для самих гусениц. Взрослые особи питаются нектаром различных цветов. Энтузиасты возглавили усилия граждан по сохранению данного вида бабочек на западном побережье США, где бабочка не была включена в официальную программу сохранения видов и не охранялась законодательством. Однако вид вызывает «особую озабоченность» («Special Concern») в Мичигане, который находится на северной границе её ареала.

## Описание
Крупные дневные бабочки с размахом крыльев от 5,8 до 13,2 см. Самки более крупные. Голова округлая, глаза голые. Щупики и ноги голые. Усики булавовидные, относительно короткие (составляют 1/3 — 1/4 длины костального (переднего) края переднего крыла. Грудь и брюшко в коротких волосках. Переднее крыло треугольной формы, широкое, их наружный край ровный. Заднее крыло — удлиненно-овальное, с волнистым внешним краем и с длинным «хвостиком» на жилке М3. Окраска крыльев чёрная. У самцов с яркими металлическими синими отливами на задних крыльях. Металлические отливы крыльев у самки менее выраженные и более тусклые. На нижней стороне каждого заднего крыла у обоих полов имеется по семь ярко-оранжевых пятен.
Калифорнийские популяции относятся к подвиду Battus philenor hirsuta, поскольку особи в них отличаются меньшими размерами и более развитым волосяным покровом тела, а также некоторыми особенностями биологии.

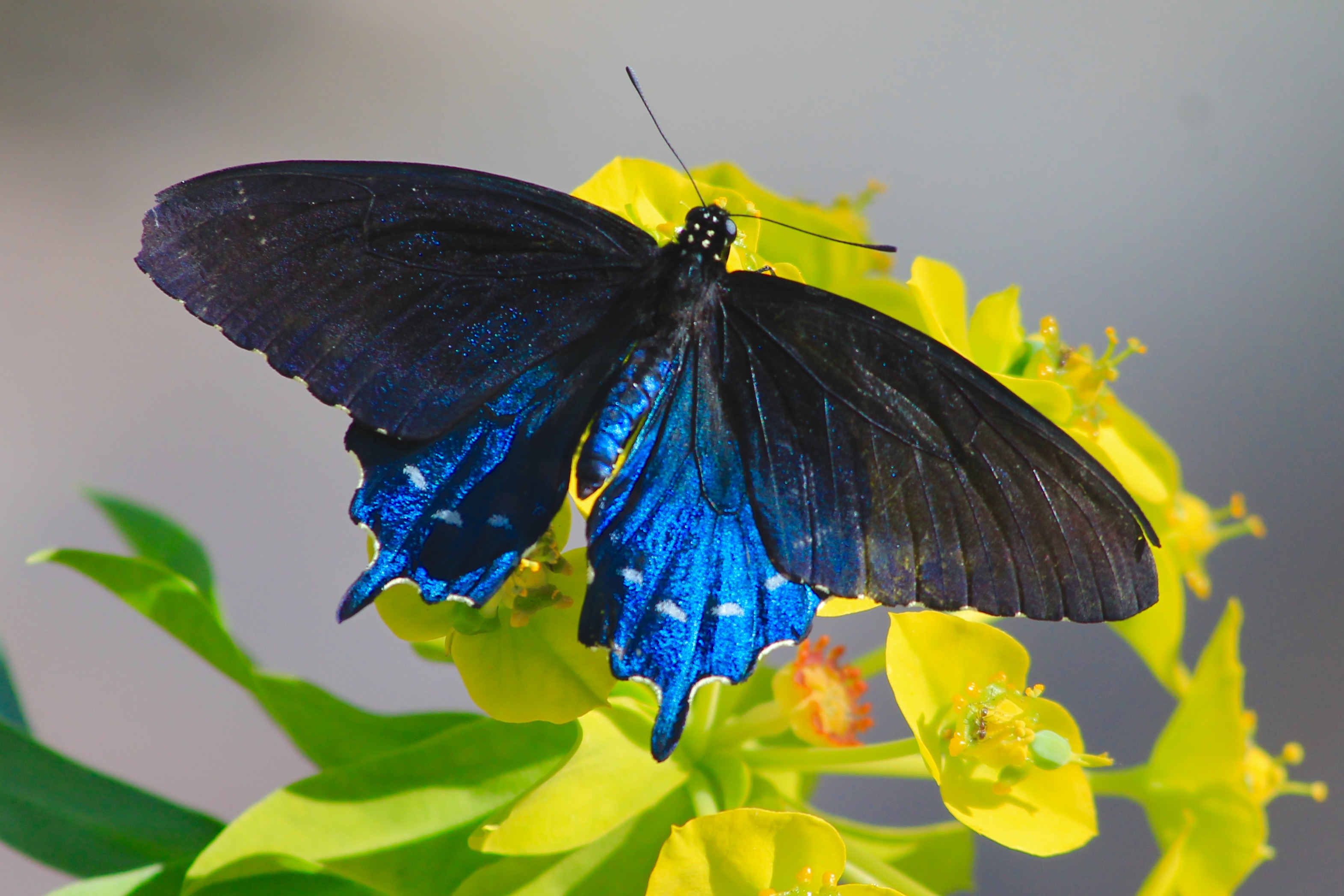
Верхняя сторона крыльев
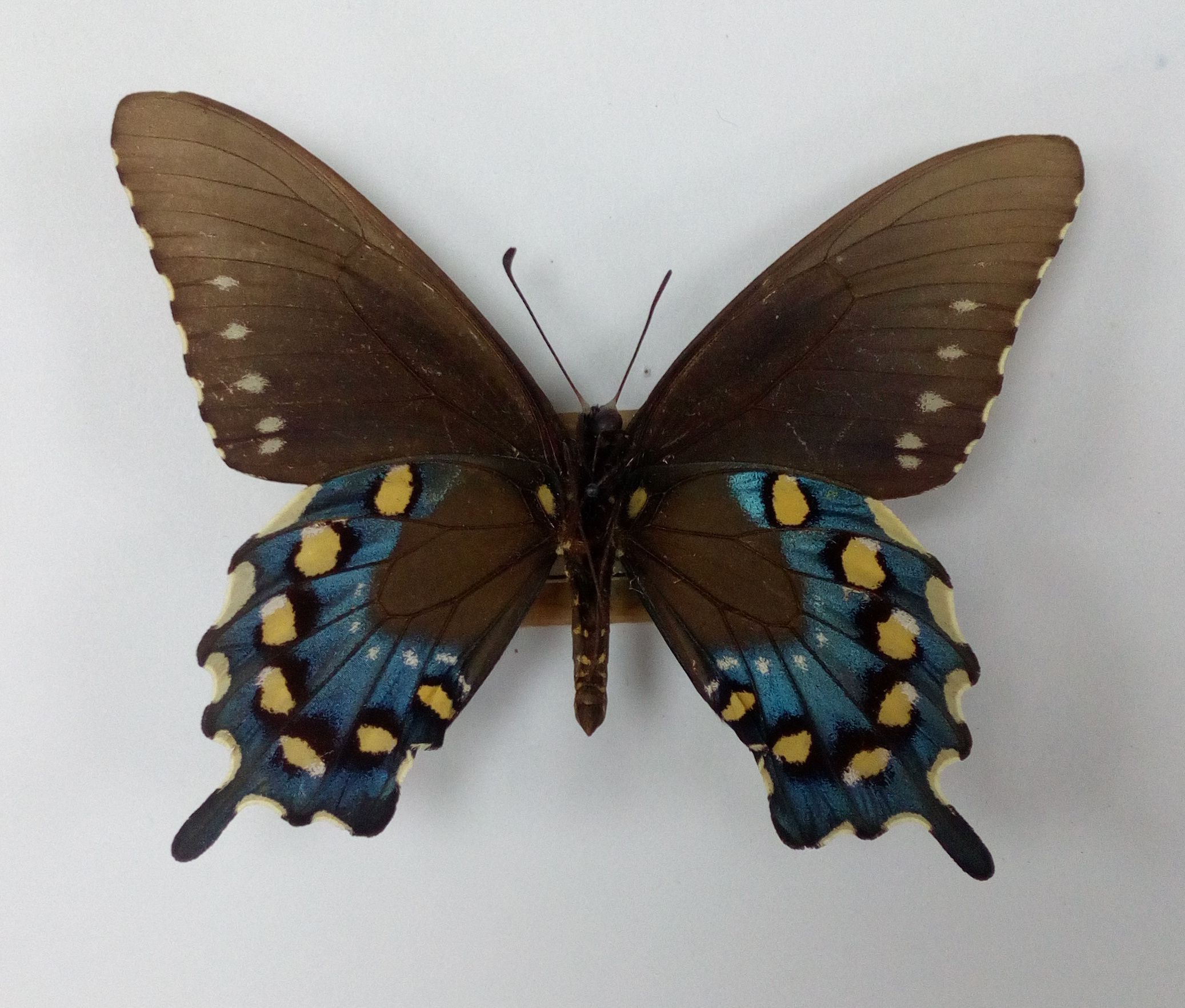
Нижняя сторона крыльев
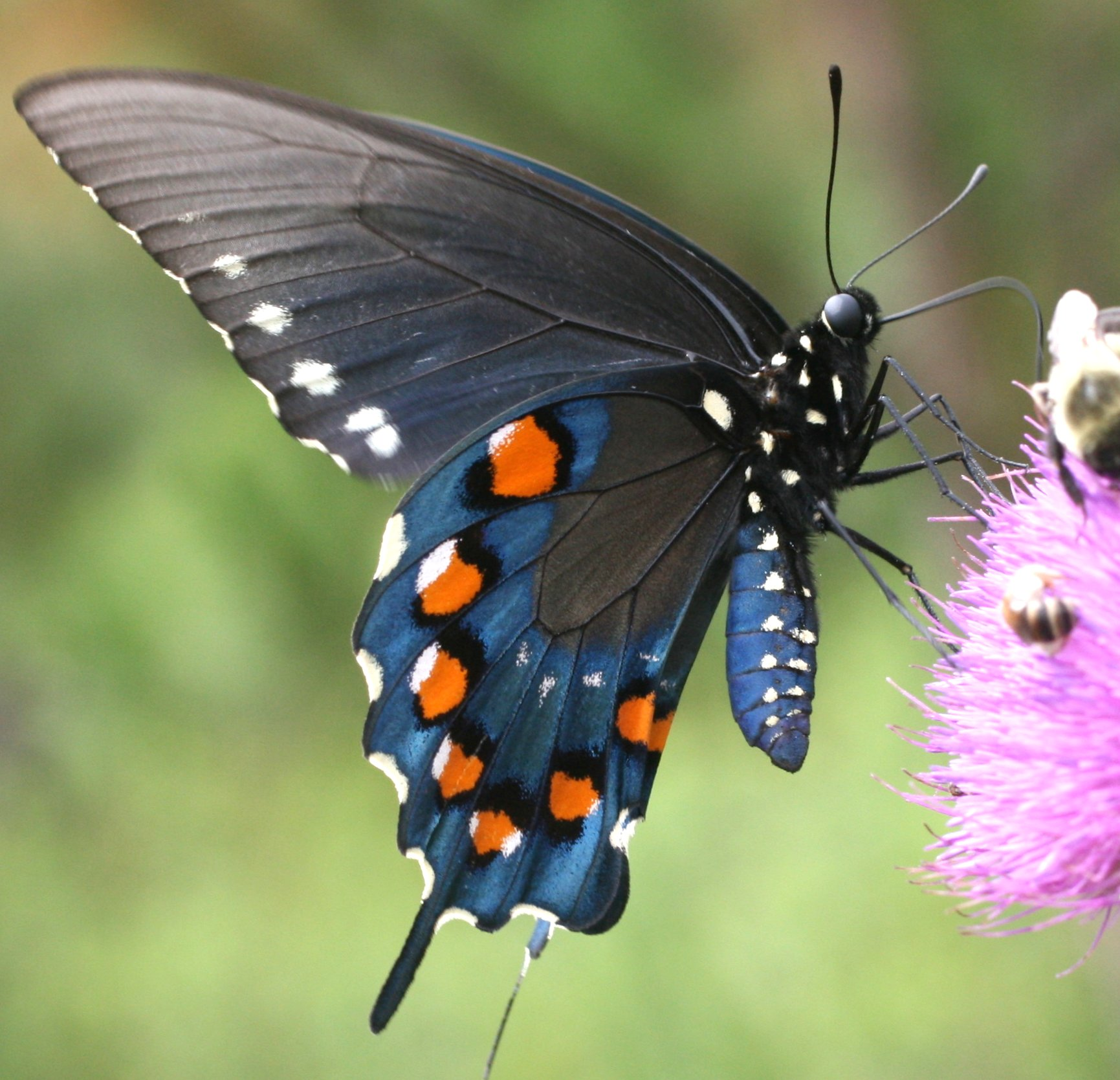
Нижняя сторона крыльев

## Распространение и местообитание
Вид широко распространён в Северной Америке: США, Мексика, северо-запад Гватемалы, мигрирующие особи встречаются в Канаде.
В Соединенных Штатах ареал вида простирается от юга Коннектикута на юг до центральной Флориды и на запад до Аризоны, включая регион Новую Англию, штаты Орегон, Небраску, Техас, Нью-Мексико. Также изолированная популяция подвида Battus philenor hirsuta находится в северной Калифорнии — по всей долине округа Сакраменто и за его пределами в округах Контра-Коста и Аламеда.
Мигрирующие бабочки залетают нерегулярно широкой полосой от южной Калифорнии через центральные районы США к северному побережью Атлантики (юго-восток Канады). На территории Канады вид известен преимущественно по единичным находкам, большинство из которых сделано на юге провинции Онтарио.
Бабочки обитают в хорошо освещённых и хорошо прогреваемых биотопах, на солнечных участках в разнообразных местообитаниях, где произрастают кормовые растения гусениц. Предпочитает луга различного типа, опушки, поляны, обочины дорог, сады, лесистые местности. Одиночные особи при высоких миграционных возможностях могут залетать в урбанизированные центры.
В Мексике обитает преимущественно в засушливых и полузасушливых, открытых районах на высотах до 2400 метров н.у.м. На больших высотах встречается в сосновых и дубовых лесах. В США бабочки встречаются в редколесьях на равнинах, а также в открытой сельской местности, на берегах ручьёв, а также в садах и т. п.

## Биология

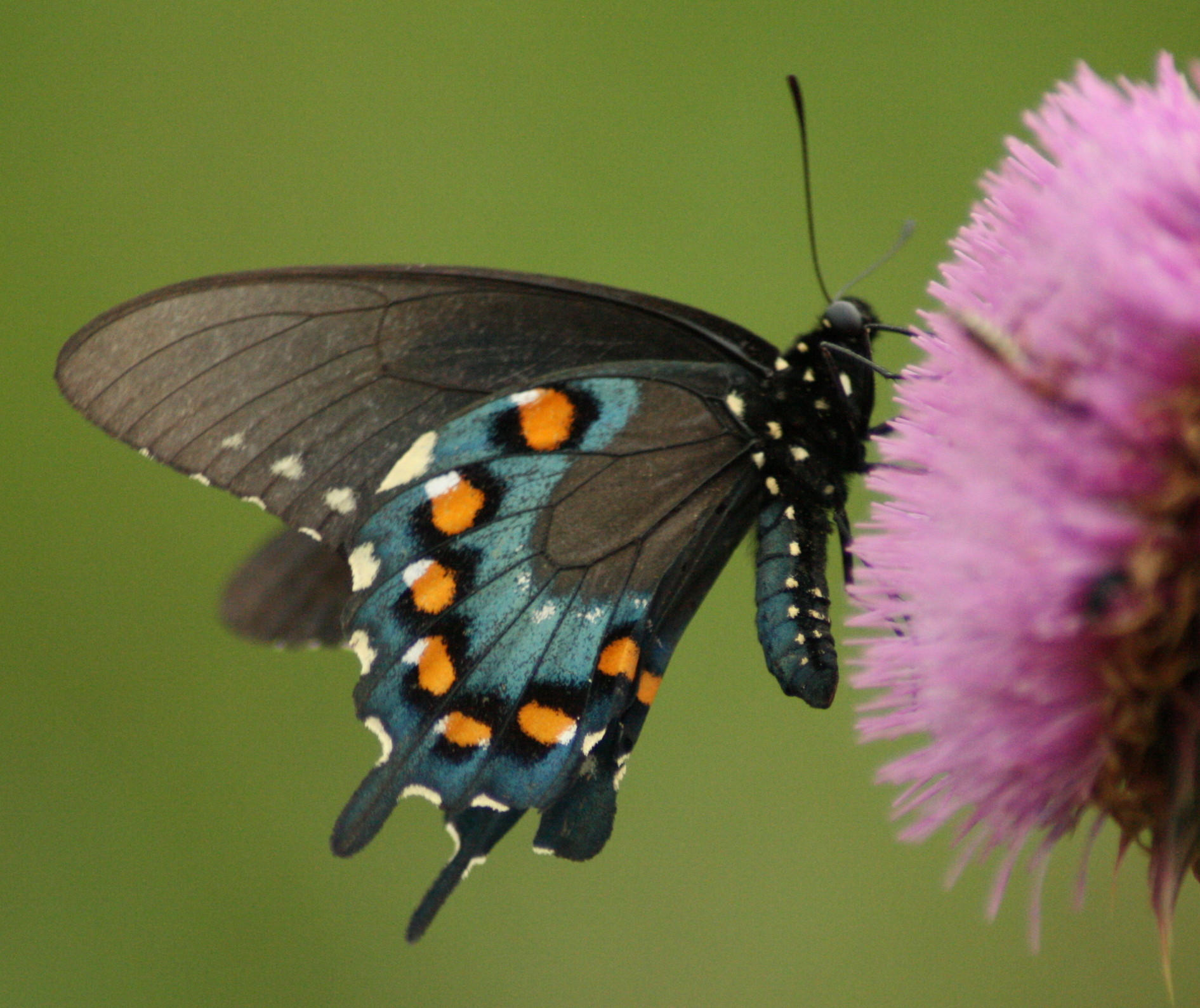
Бабочка, кормящаяся на цветке

На юге ареала (район Мексиканского залива и полуостров Флорида) за год развивается 3 или более поколений, а севернее — 2 поколения за год. Время лёта, в зависимости от участка ареала, с марта-апреля либо мая по октябрь.
Бабочки активны в солнечную погоду. Самцы большую часть времени проводят за кормлением на различных цветках и поиском самок для спаривания. Самцы также часто образуют скопления на влажной почве по берегам луж и ручьёв. Таким образом вместе с влагой они восполняют дефицит азота, солей и микроэлементов, необходимых для созревания половых продуктов для спаривания. Самки большую часть времени проводят за кормлением на различных цветках.
Самцы часто посещают кормовые растения гусениц в поисках самок. Найдя самку самец парит над ней, и обмахивает самку своими феромонами с андроконий. У самцов Battus андроконии (пахучие чешуйки) скрыты в складке внутреннего края на верхней поверхности заднего крыла. Блестящий переливающийся синий цвет на верхней поверхности задних крыльев самцов, как полагают, служит сексуальным сигналом для распознавания и, возможно, для оценки самцов самками.
После спаривания самки ищут кормовые растения, на которые можно откладывать яйца, по форме листьев. Присутствие аристолохиевой кислоты также может действовать как химический психостимулятор яйцекладки.

## Жизненный цикл

### Яйцо
Яйца куполообразной формы, их высота больше, чем ширина. Окраска яиц красновато-оранжевая. Отличительной особенностью яиц, которая является общей для всех видов бабочек-парусников, ассоциированных с кормовым растением рода кирказон (Aristolochia), что они частично покрыты твёрдым питательным секретом, расположенным вертикальными полосами на их внешней поверхности. Яйцо выглядит бугристым из-за данных выделений, образующих большие «бусины». Секрет вырабатывается большой железой, расположенной над протоком яйцеклада самки.
Самка откладывает яйца группами до 20 штук на нижнюю сторону листа или на боковую поверхность стеблей кормовых растений. Стадия яйца длится несколько недель. Гусеницы вылупляются и сразу поедают остатки яйца, из которого вышли

### Гусеница
Гусеницы к концу своего развития имеют длину около 5 см. У гусениц имеются ярко-оранжевые пятна на концах бугорков, расположенных рядами вдоль тела. На обоих концах тела бугорки вытянуты в нити. Гусеницы первого возраста имеют многочисленные короткие оранжевые бугорки, каждый с одной щетинкой. Вторые возраста имеют более длинные бугорки, каждый из которых несёт несколько щетинок. Взрослые гусеницы имеют слегка глянцевый или бархатистый вид из-за множества тонких волосков. Взрослые гусеницы обычно имеют цвет от темно-коричневого до чёрного с субдорсальными и боковыми рядами ярко-оранжевых бугорков. Некоторые гусеницы имеют красную окраску. В западном Техасе и южной Аризоне красная форма преобладает в условиях более высокой температуры (выше примерно 30 °C). Боковые бугорки на грудных и 2-м, 7-м, 8-м и 9-м сегментах брюшка видоизменены в удлиненные нити. Нити на переднегруди особенно длинные. Пол будущих бабочек по гусеницам всех возрастов можно определить по строению ямок на вентральной поверхности 8-го и 9-го сегментов брюшка.
Гусеницы почти всё время питаются листьями кормового растений. Как только они полностью поедают съедобные части с одного растения, они переходят к следующему. На первых возрастах гусеницы живут группами, но по мере взросления переходят к одиночному образу жизни. Гусеницы определяют растения, которые затем определяются как кормовые с помощью их ротового аппарата. Стадия гусеницы длится несколько недель. К концу своего развития гусеница почти не питается.
Гусеницы питаются на растениях рода кирказон (Aristolochia). На территории США кормовыми растениями являются: Aristolochia serpentaria, Aristolochia macrophylla, Aristolochia tomentosa, Aristolochia reticulata, Aristolochia watsonii, Aristolochia californica. Известно, что растения этого рода содержат активные аристолохиевые кислоты, которые гусеницы способны поглощать при питании и накапливать в своих телах для защиты от потенциальных хищников.

### Куколка
Окукливание происходит на стеблях кормового растения либо на соседних растениях. Цвет куколки зависит от цвета субстрата. Куколки окрашена в зелёный или коричневый цвет. Куколка в целом изогнута назад, угловатая, спинка бугорчатая. Крепится хвостовой частью, как правило, в перпендикулярном положении, а также круглой шелковой перетяжкой — пояском, посередине. Длина куколки 6-7 см. В более холодном климате зимует куколка последнего поколения в году, но в условиях с более тёплым климатом стадия куколки длится несколько недель.

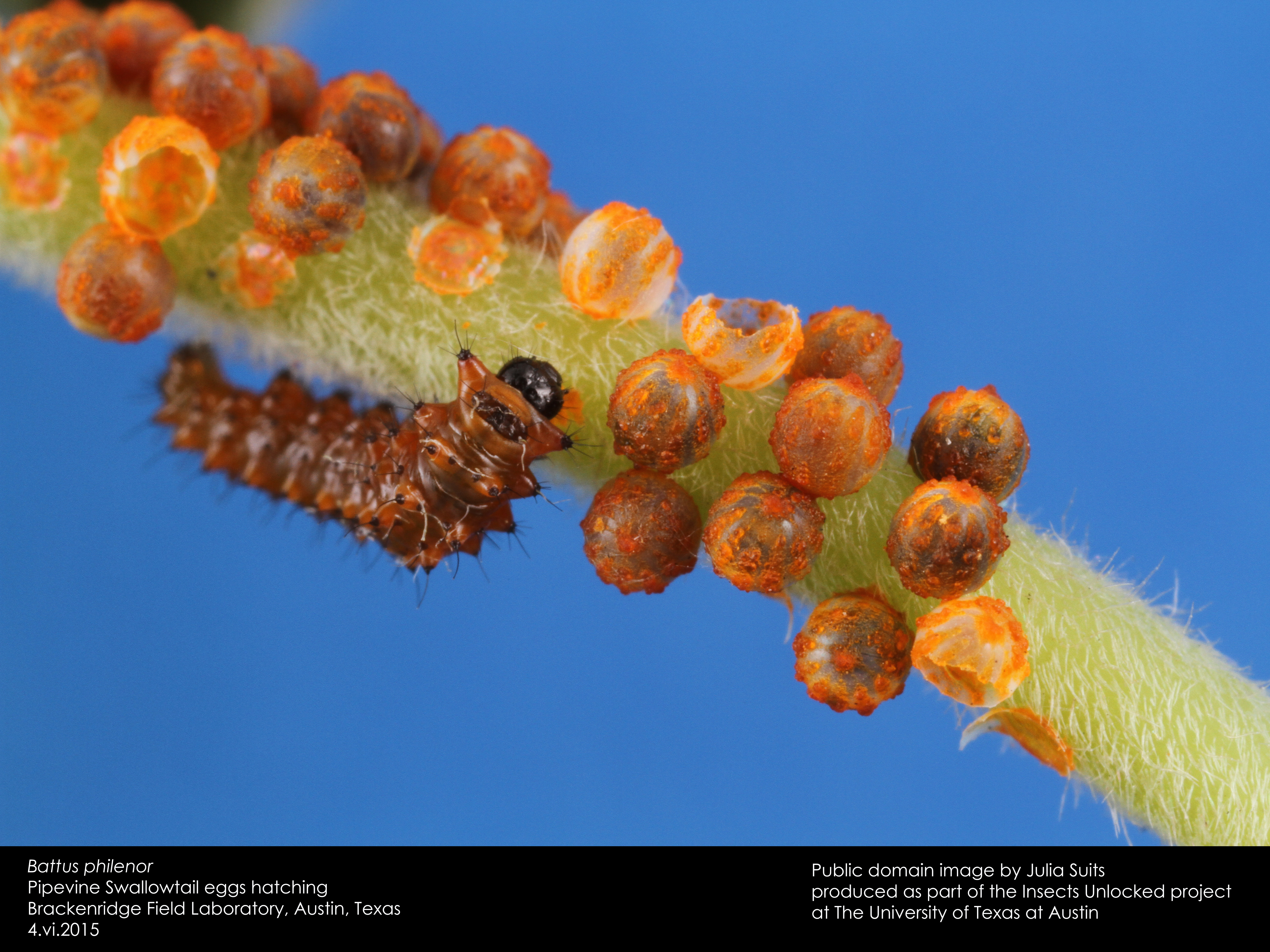
Яйца и молодая гусеница
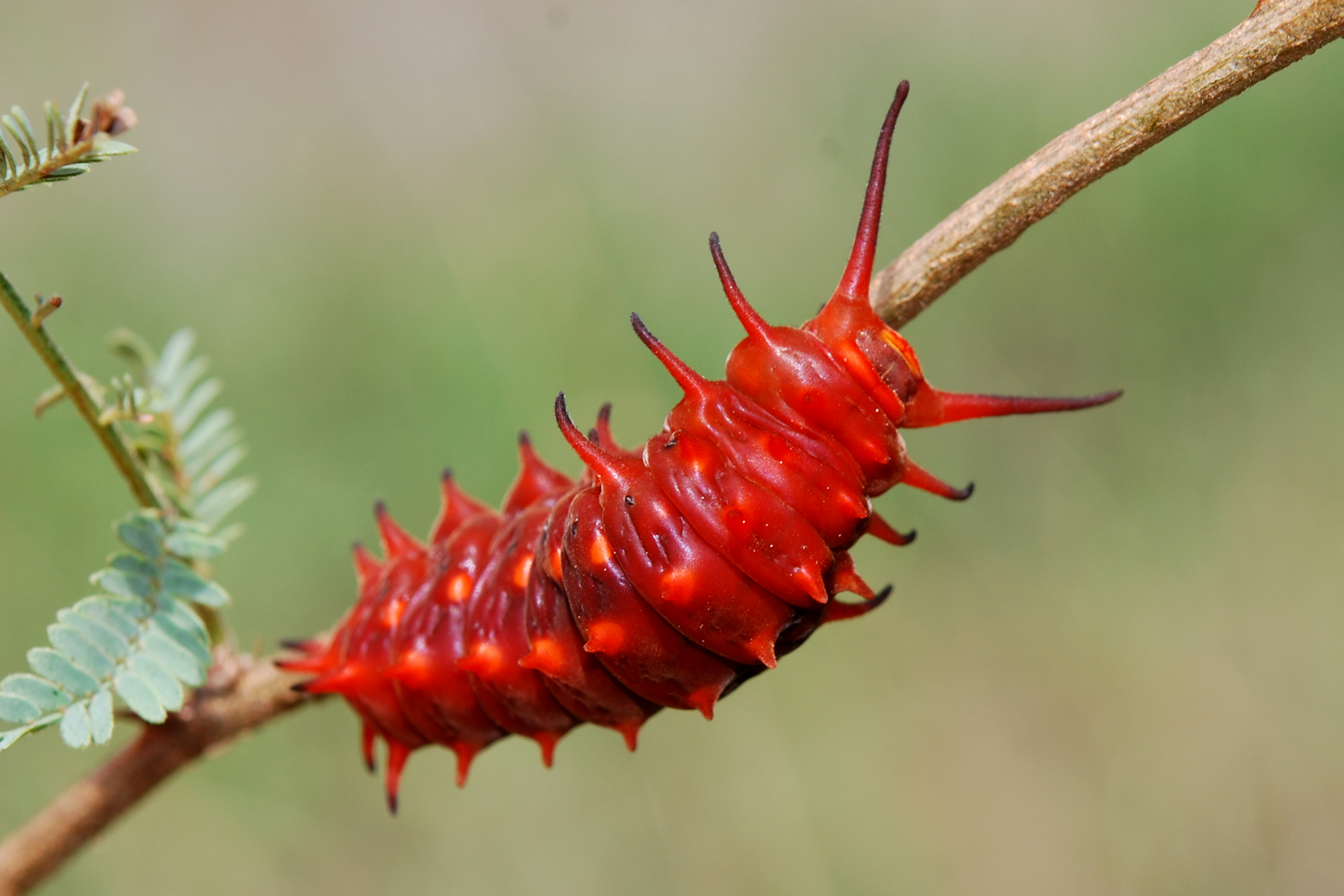
Красная форма окраски гусеницы
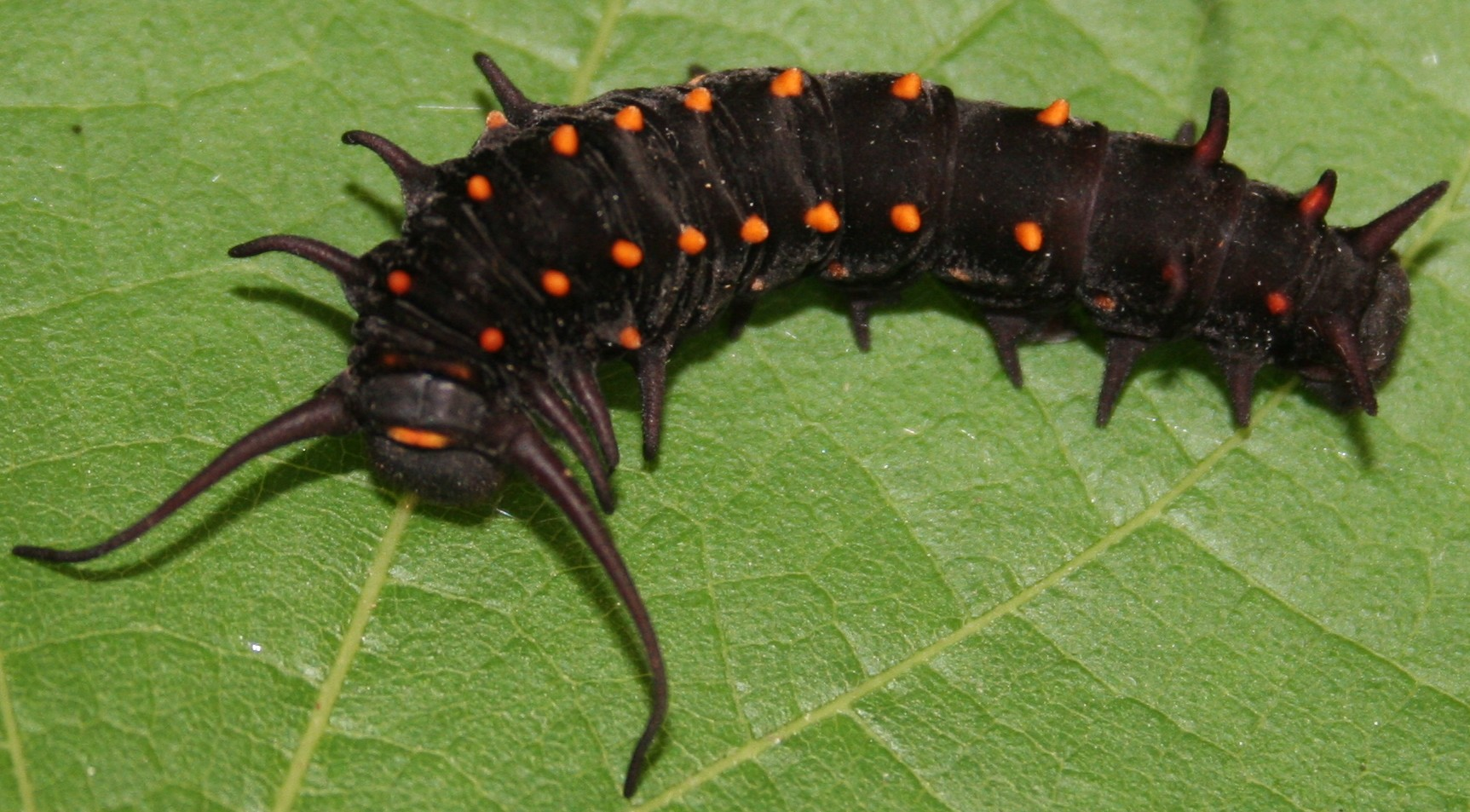
Тёмная форма окраски гусеницы
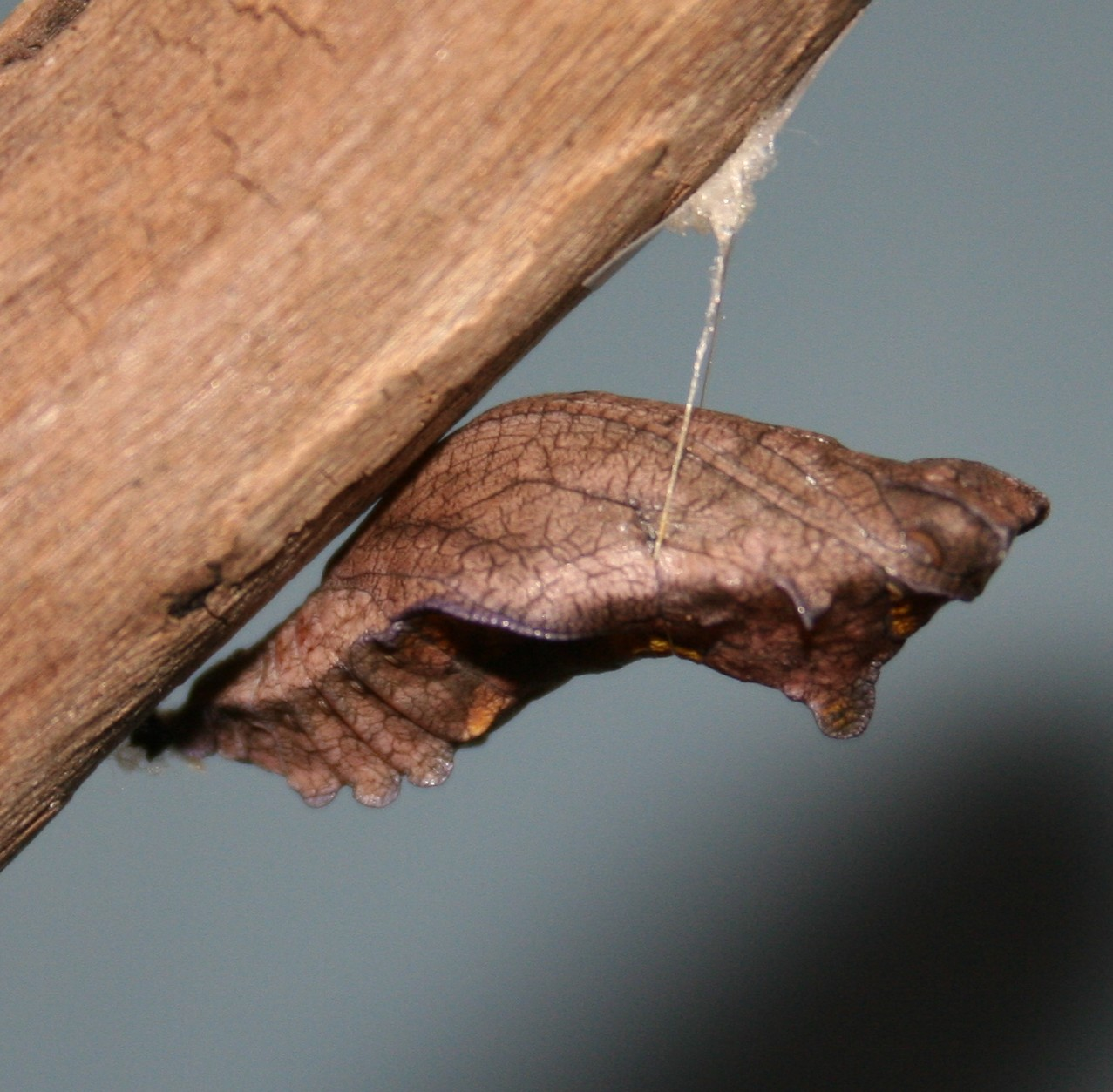
Куколка

## Естественные враги и защита
У гусениц Battus philenor мало естественных хищников, но наблюдались случаи, когда ими питались гусеницы других видов бабочек. Находки паразитоидов для Battus philenor редки. Имеются данные по крайней мере об одном виде тахин (Compsilura concinnata) и двух наездниках (Theronia atalantae и Apechthis annulicornis). Имеются данные о куколочном паразитоиде Brachymeria ovata (Hymenoptera: Chalcididae) из Калифорнии.
Птицы представляют наибольшую угрозу для гусениц. Ящерицы Anolis также поедают гусениц.
В результате хищничества птиц у Battus philenor развилась химическая защита с использованием аристолохиевой кислоты, обнаруженной в их кормовых растениях. Аристолохиева (кирказонова) кислота является сильным капиллярным ядом, который вызывает нарушения кровообращения, поражения слизистых оболочек желудочно-кишечного тракта, почек, дегенерацию печени, нарушения центральной нервной системы.
Все растения-хозяева Battus philenor имеют ту или иную форму аристолохиевой кислоты, которую гусеница изолирует во время кормления. Гусеницы Battus philenor выделяют аристолоховые кислоты из своих кормовых растений, и они передаются куколкам, взрослым особям и, в конечном итоге, яйцам следующего поколения.
Высокий уровень кислоты делает гусениц и взрослых особей неприятными для хищников. Считается, что ярко-оранжевые пятна, присутствующие на личинках и взрослых бабочках, служат предупреждением для хищников, предупреждая их о потенциально неприятном вкусе, если хищник решит напасть на неё.
При раздражении гусеница выдвигает позади головы железу, называемую осметрий. Она представляет собой два длинных оранжево-красных рожка. В случае опасности гусеница выдвигает осметрий наружу, поднимает переднюю часть тела вверх и назад, выделяя оранжево-жёлтую жидкость с едким неприятным запахом. Так защищаются только молодые и средневозрастные гусеницы, взрослые гусеницы при опасности железу не выдвигают.
Апосематизм (предупреждающая окраска): оранжевый цвет на верхней поверхности крыльев и синяя радужность функционируют как апосематическая окраска при нападении позвоночных хищников на взрослых бабочек.

### Мимикрия
Ядовитые и несъедобные виды бабочек часто обладают предостерегающей яркой окраской. Виды, лишённые таких средств защиты, часто мимикрируют под несъедобные виды, «подражая» не только окраске, но и форме крыльев. Данный вид мимикрии наиболее развит именно у чешуекрылых и называется «бейтсовской». Будучи ядовитым из-за аристолохиевой кислоты, Battus philenor является «моделью» при бейтсовской мимикрии (форма мимикрии, при которой съедобный вид имитирует несъедобный или ядовитый вид — «модель») для целого ряда других видов североамериканских бабочек: Limenitis arthemis astyanax, цветовая форма самки Papilio glaucus, самки Papilio polyxenes, Papilio troilus.

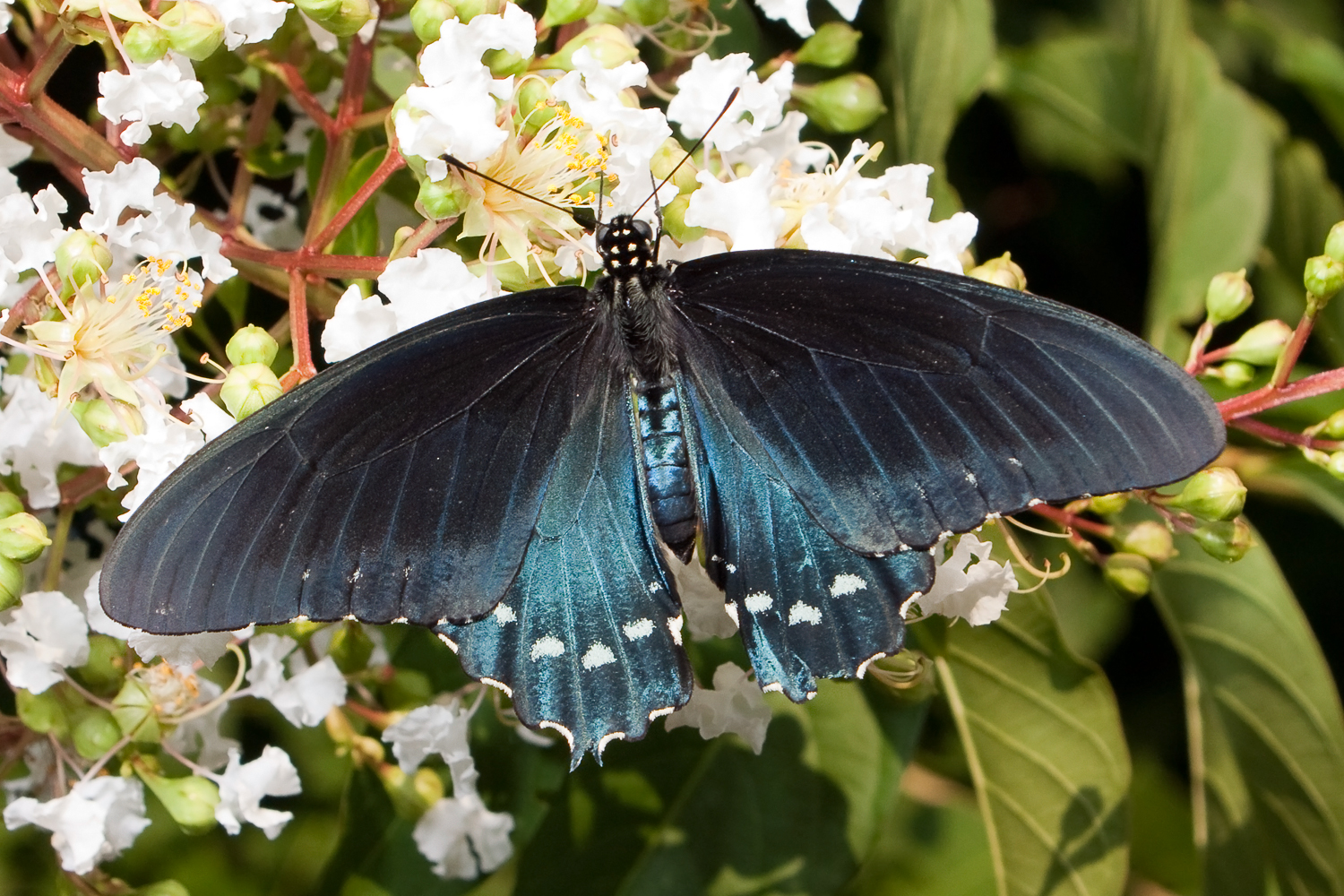
Battus philenor — «модель» для мимикрии
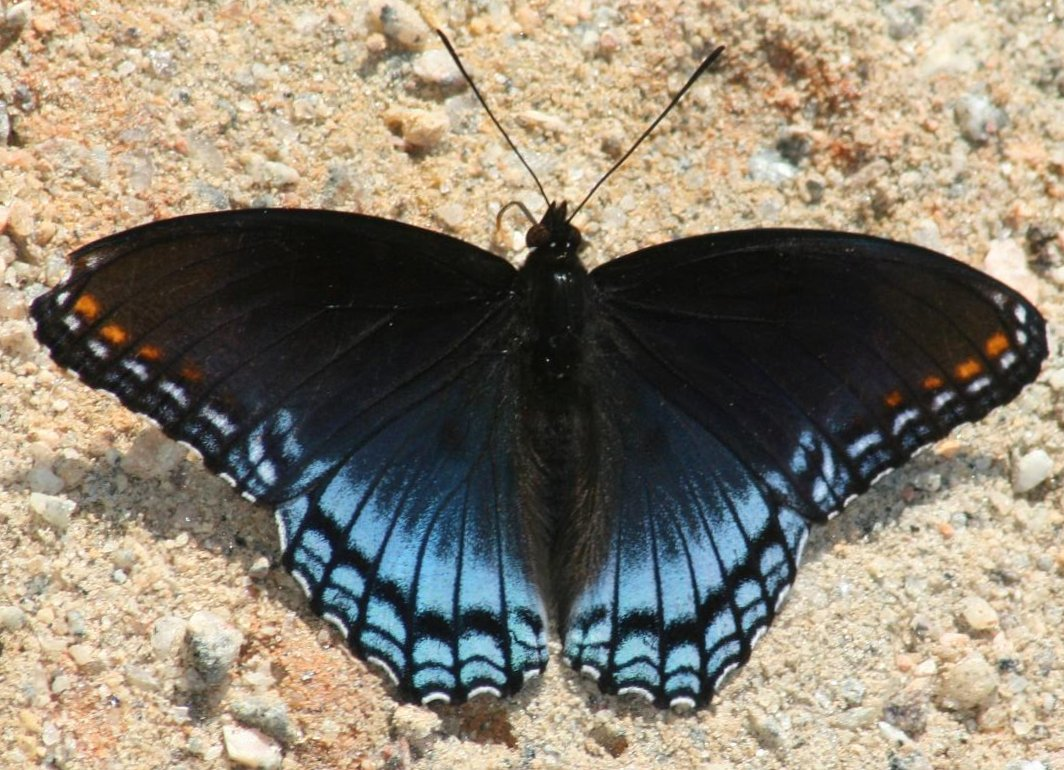
Limenitis arthemis подвида astyanax
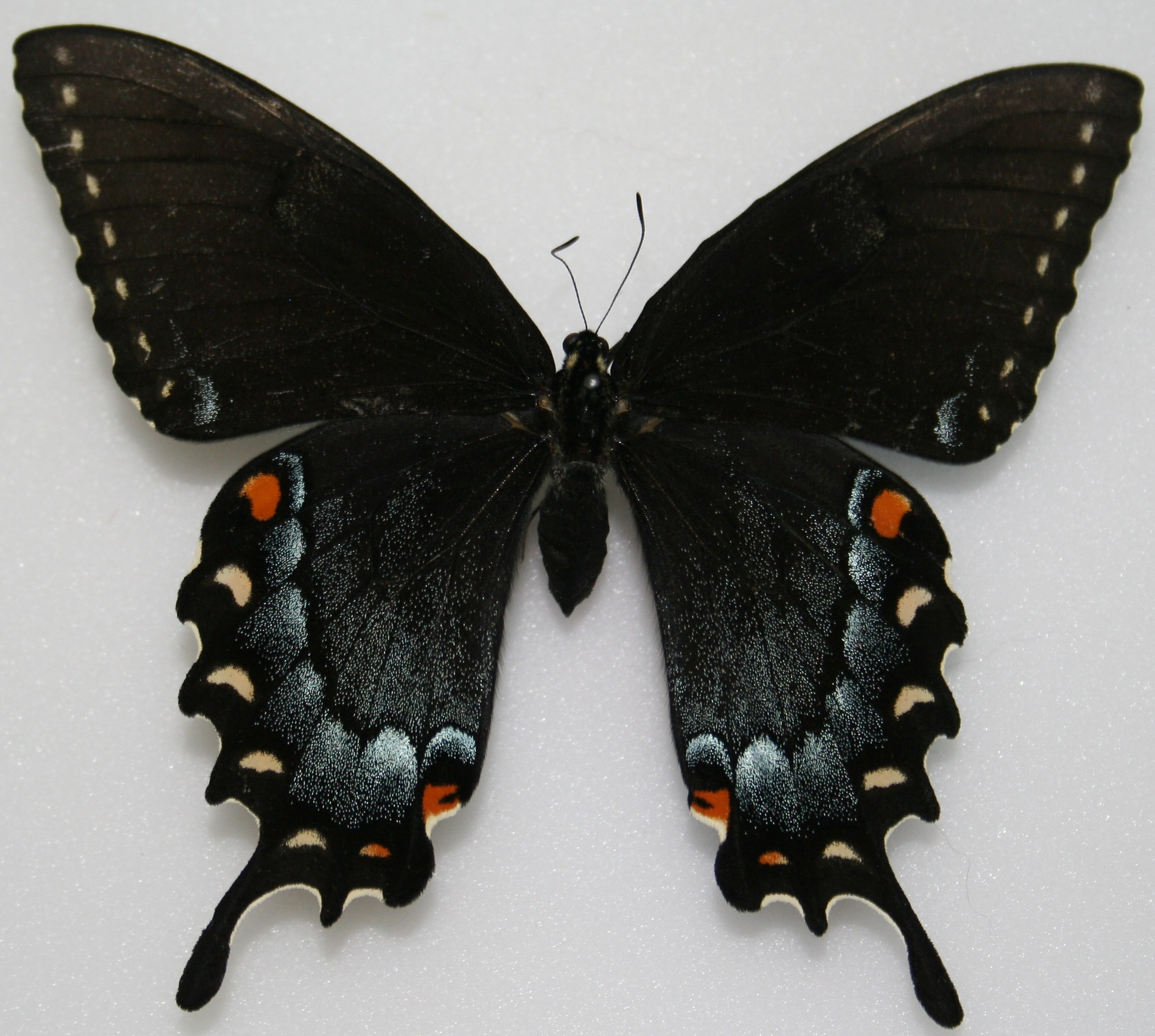
Тёмная форма самки Papilio glaucus
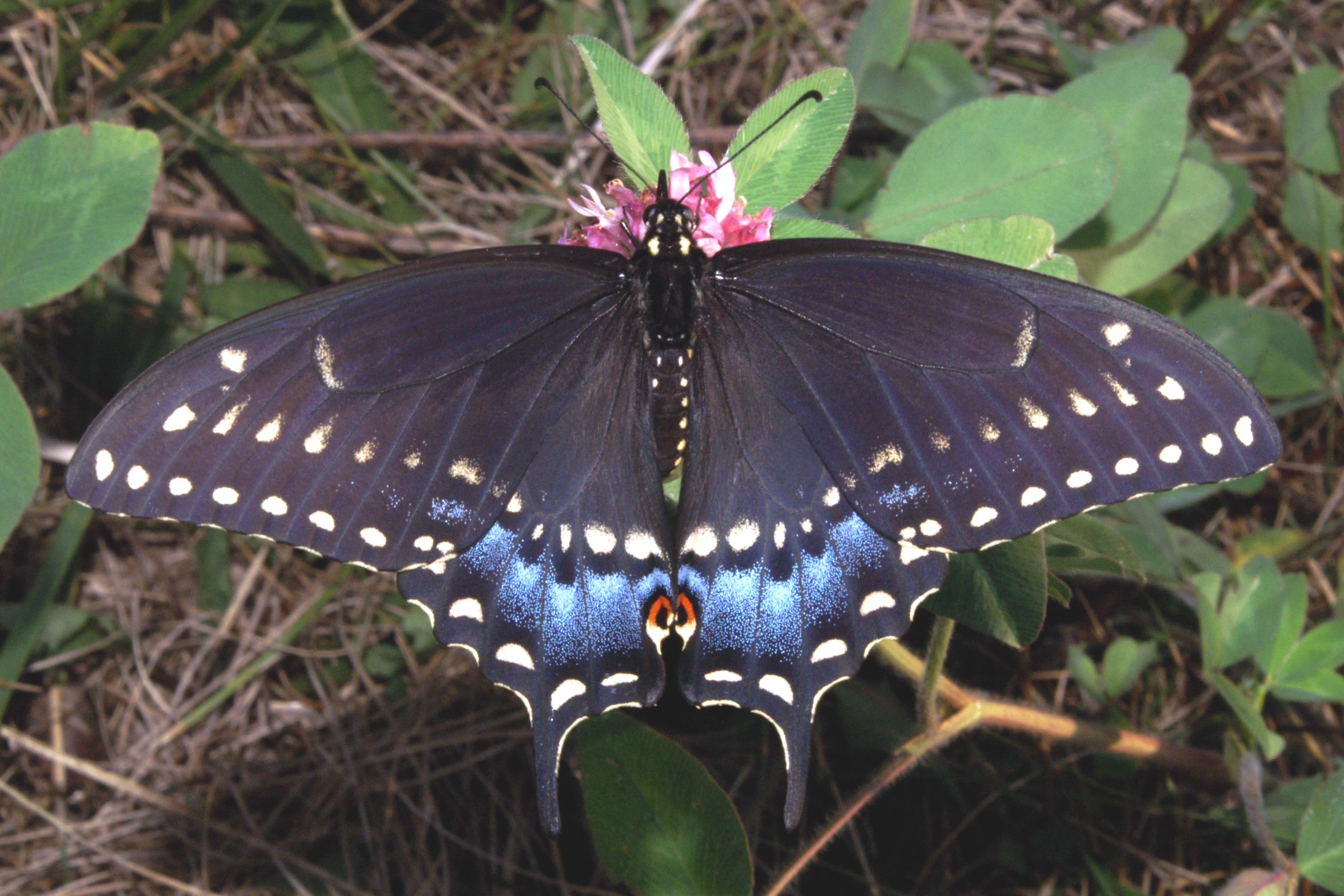
Самка Papilio polyxenes
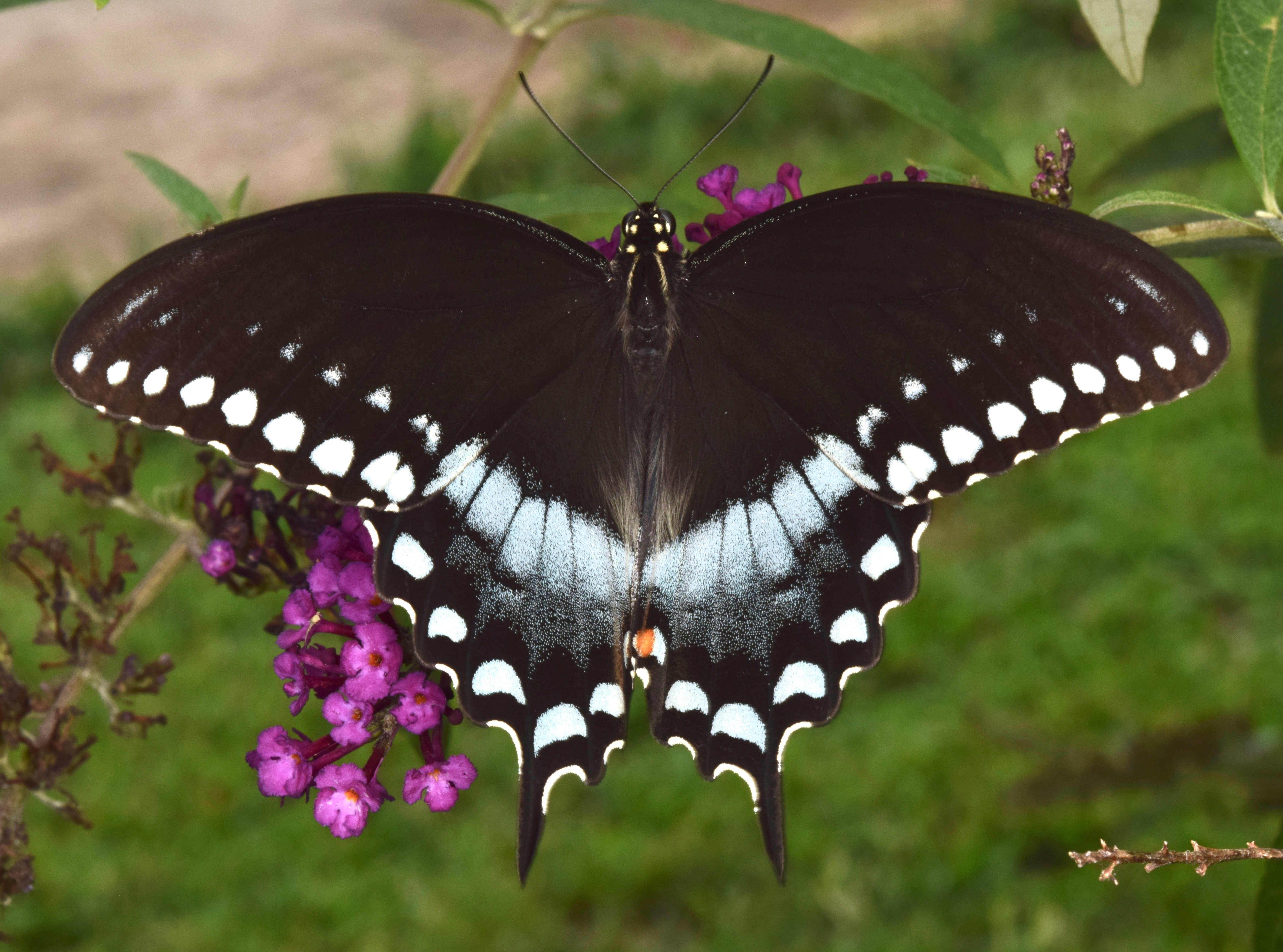
Papilio troilus

## Таксономия и этимология

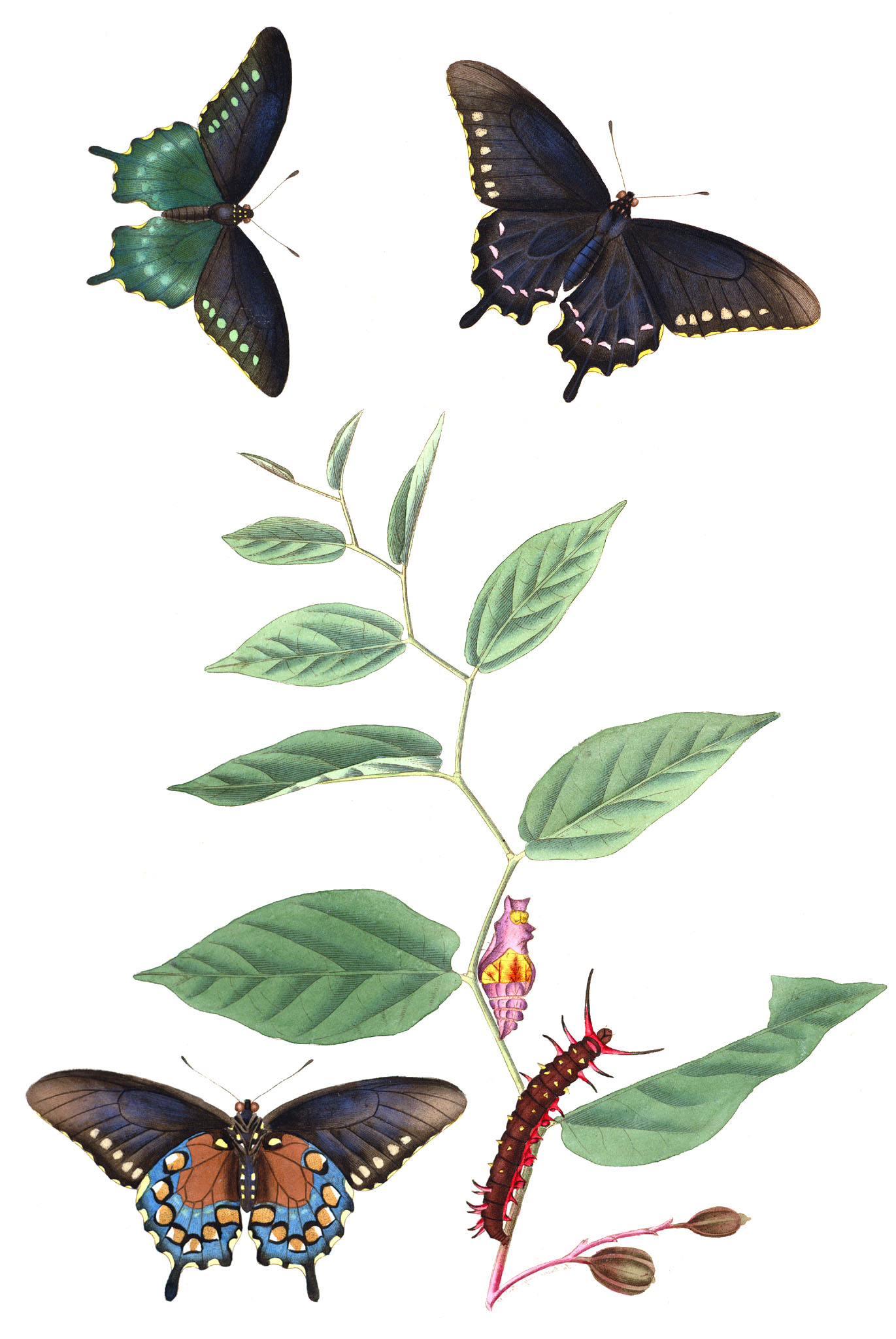
Жизненный цикл Battus philenor. Рисунок Джона Эббота (1797 год.).

Вид был впервые описан в 1771 году шведскими натуралистом Карлом Линнеем под названием Papilio philenor Linnaeus, 1771. В 1777 году итальянско-австрийский естествоиспытатель Джованни Скополи перевёл вид в состав рода Battus. Название Battus происходит от имени основателя африканской греческой колонии Киренаика, Баттуса I (др.-греч. Βάττος), а название вида — philenor, от греческого слова, означающего «любящий(-ая) супруга». Battus philenor принадлежит к трибе Troidini (Papilioninae), группе бабочек, гусеницы которых питаются растениями рода Aristolochia. Поэтому их называют бабочками характерными для Aristolochia.

### Подвиды
- Battus philenor philenor Linnaeus, 1771

Номинативный подвид. Обитает в США (на территории штатов побережья Мексиканского залива, во Флориде и на север до штата Мэн), во многих частях Мексики к югу от Чьяпаса, полуостров Юкатан, Северо-Западная Гватемала. На территории Мексики встречается в засушливых и полузасушливых открытых районах на высотах до 2400 метров н.у.м. В горах преимущественно встречается в сосновых и дубовых лесах. В США бабочки встречаются в редколесьях на равнинах, а также в открытой сельской местности, на берегах ручьёв, а также в садах. Мигрирующие бабочки из США залетают на северное побережье Атлантического океана на юго-восток Канады.
- Battus philenor insularis (Vázquez, 1957)

Во многом сходен с номинативным подвидом и рядом авторов рассматривается, как его синоним. Географически изолированная популяция. Встречается в Мексике в самой южной часть Нижней Калифорнии и на острове Ревилладжигедо.
- Battus philenor hirsuta (Skinner, 1908)

Изолированный географически подвид в северной Калифорнии, где встречается в прибрежных хребтах, в Сьерра-Неваде и на севере до долины Сакраменто и за её пределами в округах Контра-Коста и Аламеда. Особи отличаются меньшими размерами и более развитым волосяным покровом тела, а также некоторыми особенностями биологии. Кормовое растение гусениц — Aristolochia ealtfornica, в отличие от других подвидов.
- Battus philenor acauda (Oberthür, 1879)

Подвид распространён в юго-восточной Мексике, на полуострове Юкатан, Кинтана-Роо, острове Мухерес.
- Battus philenor orsua  (Godman & Salvin, 1889)

Подвид распространён в Мексике — острова Лас-Трес-Мариас, у западного побережья страны (штат Наярит).